# Aurora Arias
Aurora Arias (n. Santo Domingo, 22 de abril de 1962) es una escritora,  dominicana.

## Biografía
Nació en Santo Domingo el 22 de marzo de 1962. Es poeta y narradora,  y  estudió arte y psicología. En poesía, ha publicado Vivienda de pájaros (1986) y Piano Lila (1994). También ha incursionado en el género de la narrativa con las colecciones de cuentos "Invi´s Paradise" (1998), "Fin de mundo" (2000, Editorial Universidad de Puerto Rico), y "Emoticons" (Editorial Terranova, PR en el 2007/ Editorial Corregidor, Argentina, 2015), y la novela "Vida Verdadera en el Caribe" (Caligrama, 2023). En 1994 obtuvo el premio de cuento de Casa de Teatro por la obra Invi's Paradise

Fue coeditora de Quehaceres, órgano del Centro de Investigación para la Acción Femenina (CIPAF), institución para la que trabajó entre 1989 y 1996.

## Obras
- Vivienda de pájaros (poemario, 1986).[3]

- Piano lila (poemario, 1994).[4]

- Invi's Paradise y otros relatos (1998).[5][6]

- Fin de mundo y otros relatos (2000).[7]

- Emoticons (2007).[8]

- Parquecito (2011).[9]

- Emoticons (reedición 2015).[1]

Traducciones
- « Parquecito », traducción de Vanessa Capieu al francés, en Les Bonnes Nouvelles de l'Amérique latine, Gallimard, « Du monde entier », 2010, ISBN 978-2-07-012942-3.[10]